# Chicken Run (videojuego)
Chicken Run es un juego de sigilo en 3D sobre la base de la película Chicken Run (2000), el juego es una parodia de la famosa película La gran evasión, que se basa en la Segunda Guerra Mundial.

## El Juego
En consonancia con la historia de la película, el juego toma lugar en 1950, unos pollos tratan de salir de su granja ya que los dueños de la granja recogían los huevos y el pollo que no ponía huevos lo mataban. El juego fue sacado para PlayStation, PC y PSP.
Además de que también se planificó lanzar una versión para Nintendo 64 pero terminó cancelándose sin motivo aparente.
Los jugadores deben ayudar a Ginger y a su rebaño hacer una huida por la libertad, evitando a los perros, la Sra. Tweedy o a su bruto marido, que quieren convertirlos en pasteles de pollo. 
Cuando un gallo americano llamado Rocky aterriza en la granja, Ginger ve su oportunidad: que les enseñe a volar a los pollos, gracias a su cooperación. Juntos, ellos demuestran que los pollos no tienen nada de pollo, ya que participan en una atrevida y espectacular fuga. 
Situado en un mundo en 3D que refleja el estilo, el diseño, y la atmósfera de la película, el juego hace hincapié en la exploración furtiva. El objetivo del juego es esconderse a los alrededores de la granja para recoger los objetos que son necesarios para su plan de escape. 
A lo largo del juego, hay oportunidades para el control de diferentes personajes que protagonizan la película - Ginger, Rocky, Nick, y Fetcher.

## Personajes Jugables
Notables incluyen personajes jugables. 
- Rocky
- Ginger
- Nick & Fetcher

## Reparto
| Personajes     | Actores Originales Estados Unidos | Actores de Doblaje Alemania | Actores de Doblaje Italia | Actores de Doblaje España | Actores de Doblaje Francia                                                                      | Actores de Doblaje Japón |
| -------------- | --------------------------------- | --- | --- | ------------------------- | ----------------------------------------------------------------------------------------------- | ------------------------ |
| Babs           | Annie Hulley                      | Bárbara Ratthey Dagmar Biener Gerald Schaale Gudo Hoegel Hans Teuscher Heidrun Bartholomaus Klaus Sonnenchein Michael Pan Petra Barthel Petra María Popp Regina Lemnitz Sandra Schwittau Sylvie Nogler | Antonio Paiola Claudio Beccari Claudio Moneta Donatella Fanfani Elda Olivieri Emanuela Pacotto Giorgio Melazzi Laura Merli Marco Balzarotti Roberta Laurenti Silvana Fantini | Paqui Horcajo             | Daniele Hazan Laura Blanc Michel Barbey Patrick Borg Serge Thirier Véronique Rivier Yann Pichón | Wasabi Mizuta            |
| Betty          | Annie Hulley                      | Bárbara Ratthey Dagmar Biener Gerald Schaale Gudo Hoegel Hans Teuscher Heidrun Bartholomaus Klaus Sonnenchein Michael Pan Petra Barthel Petra María Popp Regina Lemnitz Sandra Schwittau Sylvie Nogler | Antonio Paiola Claudio Beccari Claudio Moneta Donatella Fanfani Elda Olivieri Emanuela Pacotto Giorgio Melazzi Laura Merli Marco Balzarotti Roberta Laurenti Silvana Fantini | Desconocida               | Daniele Hazan Laura Blanc Michel Barbey Patrick Borg Serge Thirier Véronique Rivier Yann Pichón | Chiaki Fujimoto          |
| Cynthia        | Annie Hulley                      | Bárbara Ratthey Dagmar Biener Gerald Schaale Gudo Hoegel Hans Teuscher Heidrun Bartholomaus Klaus Sonnenchein Michael Pan Petra Barthel Petra María Popp Regina Lemnitz Sandra Schwittau Sylvie Nogler | Antonio Paiola Claudio Beccari Claudio Moneta Donatella Fanfani Elda Olivieri Emanuela Pacotto Giorgio Melazzi Laura Merli Marco Balzarotti Roberta Laurenti Silvana Fantini | Macarena Ruíz             | Daniele Hazan Laura Blanc Michel Barbey Patrick Borg Serge Thirier Véronique Rivier Yann Pichón | Chiaki Fujimoto          |
| Bunty          | Tracy Wiles                       | Bárbara Ratthey Dagmar Biener Gerald Schaale Gudo Hoegel Hans Teuscher Heidrun Bartholomaus Klaus Sonnenchein Michael Pan Petra Barthel Petra María Popp Regina Lemnitz Sandra Schwittau Sylvie Nogler | Antonio Paiola Claudio Beccari Claudio Moneta Donatella Fanfani Elda Olivieri Emanuela Pacotto Giorgio Melazzi Laura Merli Marco Balzarotti Roberta Laurenti Silvana Fantini | Desconocida               | Daniele Hazan Laura Blanc Michel Barbey Patrick Borg Serge Thirier Véronique Rivier Yann Pichón | Ai Orikasa               |
| Doris          | Tracy Wiles                       | Bárbara Ratthey Dagmar Biener Gerald Schaale Gudo Hoegel Hans Teuscher Heidrun Bartholomaus Klaus Sonnenchein Michael Pan Petra Barthel Petra María Popp Regina Lemnitz Sandra Schwittau Sylvie Nogler | Antonio Paiola Claudio Beccari Claudio Moneta Donatella Fanfani Elda Olivieri Emanuela Pacotto Giorgio Melazzi Laura Merli Marco Balzarotti Roberta Laurenti Silvana Fantini | Paqui Horcajo             | Daniele Hazan Laura Blanc Michel Barbey Patrick Borg Serge Thirier Véronique Rivier Yann Pichón | Megumi Ōhara             |
| Ginger         | Tracy Wiles                       | Bárbara Ratthey Dagmar Biener Gerald Schaale Gudo Hoegel Hans Teuscher Heidrun Bartholomaus Klaus Sonnenchein Michael Pan Petra Barthel Petra María Popp Regina Lemnitz Sandra Schwittau Sylvie Nogler | Antonio Paiola Claudio Beccari Claudio Moneta Donatella Fanfani Elda Olivieri Emanuela Pacotto Giorgio Melazzi Laura Merli Marco Balzarotti Roberta Laurenti Silvana Fantini | Carmen Garbín             | Daniele Hazan Laura Blanc Michel Barbey Patrick Borg Serge Thirier Véronique Rivier Yann Pichón | Minami Takayama          |
| Nick           | Marc Silk                         | Bárbara Ratthey Dagmar Biener Gerald Schaale Gudo Hoegel Hans Teuscher Heidrun Bartholomaus Klaus Sonnenchein Michael Pan Petra Barthel Petra María Popp Regina Lemnitz Sandra Schwittau Sylvie Nogler | Antonio Paiola Claudio Beccari Claudio Moneta Donatella Fanfani Elda Olivieri Emanuela Pacotto Giorgio Melazzi Laura Merli Marco Balzarotti Roberta Laurenti Silvana Fantini | Abel Navarro              | Daniele Hazan Laura Blanc Michel Barbey Patrick Borg Serge Thirier Véronique Rivier Yann Pichón | Tomokazu Seki            |
| Rocky Rhodes   | Marc Silk                         | Bárbara Ratthey Dagmar Biener Gerald Schaale Gudo Hoegel Hans Teuscher Heidrun Bartholomaus Klaus Sonnenchein Michael Pan Petra Barthel Petra María Popp Regina Lemnitz Sandra Schwittau Sylvie Nogler | Antonio Paiola Claudio Beccari Claudio Moneta Donatella Fanfani Elda Olivieri Emanuela Pacotto Giorgio Melazzi Laura Merli Marco Balzarotti Roberta Laurenti Silvana Fantini | Francisco Javier Martínez | Daniele Hazan Laura Blanc Michel Barbey Patrick Borg Serge Thirier Véronique Rivier Yann Pichón | Sachi Matsumoto          |
| Fetcher        | Justin Fletcher                   | Bárbara Ratthey Dagmar Biener Gerald Schaale Gudo Hoegel Hans Teuscher Heidrun Bartholomaus Klaus Sonnenchein Michael Pan Petra Barthel Petra María Popp Regina Lemnitz Sandra Schwittau Sylvie Nogler | Antonio Paiola Claudio Beccari Claudio Moneta Donatella Fanfani Elda Olivieri Emanuela Pacotto Giorgio Melazzi Laura Merli Marco Balzarotti Roberta Laurenti Silvana Fantini | Álex Saudinós             | Daniele Hazan Laura Blanc Michel Barbey Patrick Borg Serge Thirier Véronique Rivier Yann Pichón | Shihoko Hagino           |
| Fowler         | Benjamin Whitrow                  | Bárbara Ratthey Dagmar Biener Gerald Schaale Gudo Hoegel Hans Teuscher Heidrun Bartholomaus Klaus Sonnenchein Michael Pan Petra Barthel Petra María Popp Regina Lemnitz Sandra Schwittau Sylvie Nogler | Antonio Paiola Claudio Beccari Claudio Moneta Donatella Fanfani Elda Olivieri Emanuela Pacotto Giorgio Melazzi Laura Merli Marco Balzarotti Roberta Laurenti Silvana Fantini | Antonio Cobos             | Daniele Hazan Laura Blanc Michel Barbey Patrick Borg Serge Thirier Véronique Rivier Yann Pichón | Yasunori Matsumoto       |
| Mac            | Lynn Ferguson                     | Bárbara Ratthey Dagmar Biener Gerald Schaale Gudo Hoegel Hans Teuscher Heidrun Bartholomaus Klaus Sonnenchein Michael Pan Petra Barthel Petra María Popp Regina Lemnitz Sandra Schwittau Sylvie Nogler | Antonio Paiola Claudio Beccari Claudio Moneta Donatella Fanfani Elda Olivieri Emanuela Pacotto Giorgio Melazzi Laura Merli Marco Balzarotti Roberta Laurenti Silvana Fantini | Marisa Borregón           | Daniele Hazan Laura Blanc Michel Barbey Patrick Borg Serge Thirier Véronique Rivier Yann Pichón | Vanilla Yamazaki         |
| Melisha Tweedy | Miranda Richardson                | Bárbara Ratthey Dagmar Biener Gerald Schaale Gudo Hoegel Hans Teuscher Heidrun Bartholomaus Klaus Sonnenchein Michael Pan Petra Barthel Petra María Popp Regina Lemnitz Sandra Schwittau Sylvie Nogler | Antonio Paiola Claudio Beccari Claudio Moneta Donatella Fanfani Elda Olivieri Emanuela Pacotto Giorgio Melazzi Laura Merli Marco Balzarotti Roberta Laurenti Silvana Fantini | Montse Herranz            | Daniele Hazan Laura Blanc Michel Barbey Patrick Borg Serge Thirier Véronique Rivier Yann Pichón | Wasabi Mizuta            |
| Willard Tweedy | Tony Haygarth                     | Bárbara Ratthey Dagmar Biener Gerald Schaale Gudo Hoegel Hans Teuscher Heidrun Bartholomaus Klaus Sonnenchein Michael Pan Petra Barthel Petra María Popp Regina Lemnitz Sandra Schwittau Sylvie Nogler | Antonio Paiola Claudio Beccari Claudio Moneta Donatella Fanfani Elda Olivieri Emanuela Pacotto Giorgio Melazzi Laura Merli Marco Balzarotti Roberta Laurenti Silvana Fantini | Carlos Salamanca          | Daniele Hazan Laura Blanc Michel Barbey Patrick Borg Serge Thirier Véronique Rivier Yann Pichón | Subaru Kimura            |

- Datos: Q2963395